# Wright's Town
Pour les articles homonymes, voir Wright.

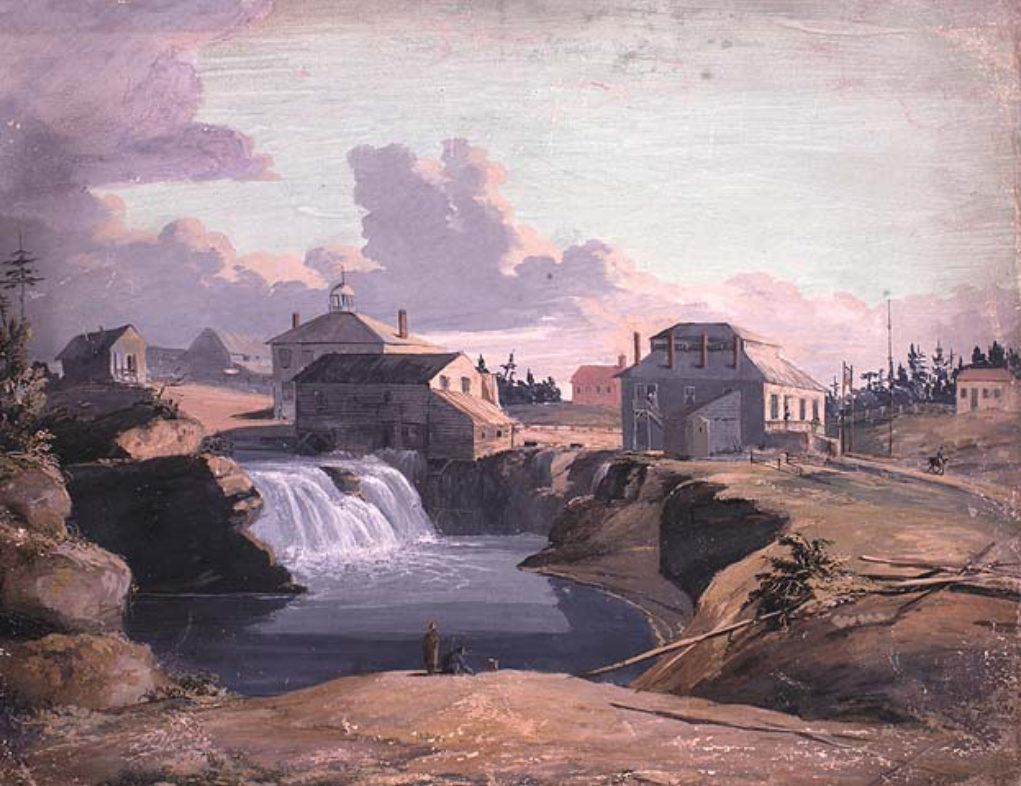
A view of Wright's Town in Lower Canada (Québec)

Wright's Town est le nom du premier établissement colonial permanent dans la vallée de l'Outaouais, au Canada. Elle est ensuite devenue la ville de Hull, constituée en société en 1875, puis en 2002, elle est devenue Gatineau après la fusion des villes d'Aylmer, Hull, Gatineau, Buckingham et Masson-Angers.

## Histoire
La ville était située à la limite nord des chutes Chaudière sur la rivière des Outaouais, dans la partie sud de ce qui est aujourd'hui l'île de Hull.Wright's Town a été fondée par Philemon Wright, un Américain de Woburn, Massachusetts. Philemon est arrivé avec sa famille et ses associés le 7 mars 1800 sur les rives de la rivière Gatineau et de la rivière des Outaouais. La ville a été créée à l'origine pour soutenir l'établissement agricole que Philemon Wright et son frère Thomas avaient prévu de construire, mais avec le lancement du Columbo - le premier radeau de bois carré flottant sur la rivière Ottawa en 1806 - Wright's Town est devenue le lieu de naissance et le centre de la Commerce du bois d’œuvre sur la rivière des Outaouais.
Les deux premières des plus de 20 fermes défrichées dans la colonie étaient la ferme Gateno (1800) et la ferme des chutes Columbia (1801), la première étant nommée en raison de sa situation sur la rivière Gateno (sic) et la seconde étant située aux chutes Columbia, nom que Philemon donna aux chutes Chaudière, nom utilisé par sa famille et ses associés mais qui n'a jamais été repris par les autres. Ainsi, bien que Philemon ait appelé sa ville Columbia Falls Village, la plupart des autres l'ont appelée Wright's Town (et Wrightstown) ou le village de Wright. Contrairement à ce que certains journalistes modernes ont écrit, la ville ne s'est jamais appelée Wrightsville ou Wrightville. Wrightville était juste le nom d'un secteur qui a été créé dans la ville de Hull lorsque celle-ci a été constituée en société en 1875.

## Vue d'ensemble

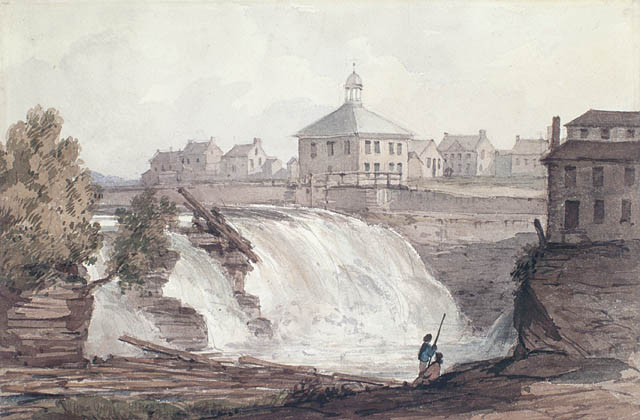
Wright's Tavern in Wright's Town 1851

En 1799, Philemon Wright a acquis une concession de terre de la Couronne britannique sous le régime du leader et associés pour environ un quart des terres du canton de Hull au Bas-Canada. Lorsque Philemon Wright est arrivé en 1800, il était accompagné de quatre autres familles et de 33 ouvriers hacheurs. Avec sa femme Abigail et ses six enfants, les autres familles comprenaient son frère Thomas, sa femme Mary et leurs enfants, ses deux belles-sœurs Margery et Lavina avec leurs maris Samuel Choate et John Allen, et leurs enfants, et London Oxford avec sa femme, et peut-être leurs enfants. Thomas Wright mourut au cours de la première année de la colonie, mais en deux ans, le nombre d'associés passa à douze : Les fils de Wright, Philemon et Tiberius, Harvey Parker, Daniel Wyman, Ephraim et Edmond Chamberlin, Luther Colton, James et William McConnell, et Isaac Remic.
Pendant les 26 premières années, Wright's Town a été le centre du commerce, de l'industrie et de l'agriculture dans la vallée de l'Outaouais. Les villes d'Aylmer (Québec), de Richmond (Ontario), de Chelsea (Québec) et de Wakefield (Québec) sont toutes nées de Wright's Town. Bytown, qui deviendra plus tard Ottawa, la capitale nationale, ne fait pas exception. Ainsi, lorsqu'en 1826, la Couronne décida de construire le pont de l'Union (le Pont de la Chaudière, aujourd'hui) et le Canal Rideau, Wright's Town devint le point de départ de ce qui allait être le plus grand projet d'ingénierie de ce type à l'époque en Amérique du Nord.

## Le village
Au début, la ville s'est développée autour de la Commune, empruntant son design aux nombreuses villes de Nouvelle-Angleterre où Philemon et les autres premiers colons ont grandi. La plupart des villes de Nouvelle-Angleterre avaient une maison de réunion (Meeting house) avec une cloche au centre d'une Commune du village où l'on trouvait aussi souvent une taverne et un magasin. La Meeting house pouvait servir aussi bien à des fonctions politiques qu'à des rassemblements religieux, Un imposant bâtiment en pierre blanchie à la chaux avec une coupole (clocher) était au centre de la Commune à Wright's Town - comme on peut le voir dans tous les tableaux peints du village. Il a été construit en 1819 et peut être vu sur la carte de Burrows de 1824, identifié comme le New Stone Store. Il semble qu'il s'agissait d'un bâtiment polyvalent qui est également identifié comme la taverne Wright dans le tableau de DuVernet, comme le bureau et magasin dans la carte de Swallwell de 1844, et comme une Meeting-House (sic) par Joseph Bouchette, arpenteur général du Bas-Canada. Le Upper Village était également le lieu où se trouvaient l'hôtel, les moulins, la fonderie, le fournil, la tannerie et plusieurs autres magasins à proximité. Le Lower Village de Wright's Town était plus proche du quai des bateaux à vapeur en aval, et il ne sera aménagé que juste avant le début de la construction du canal Rideau, en 1826.

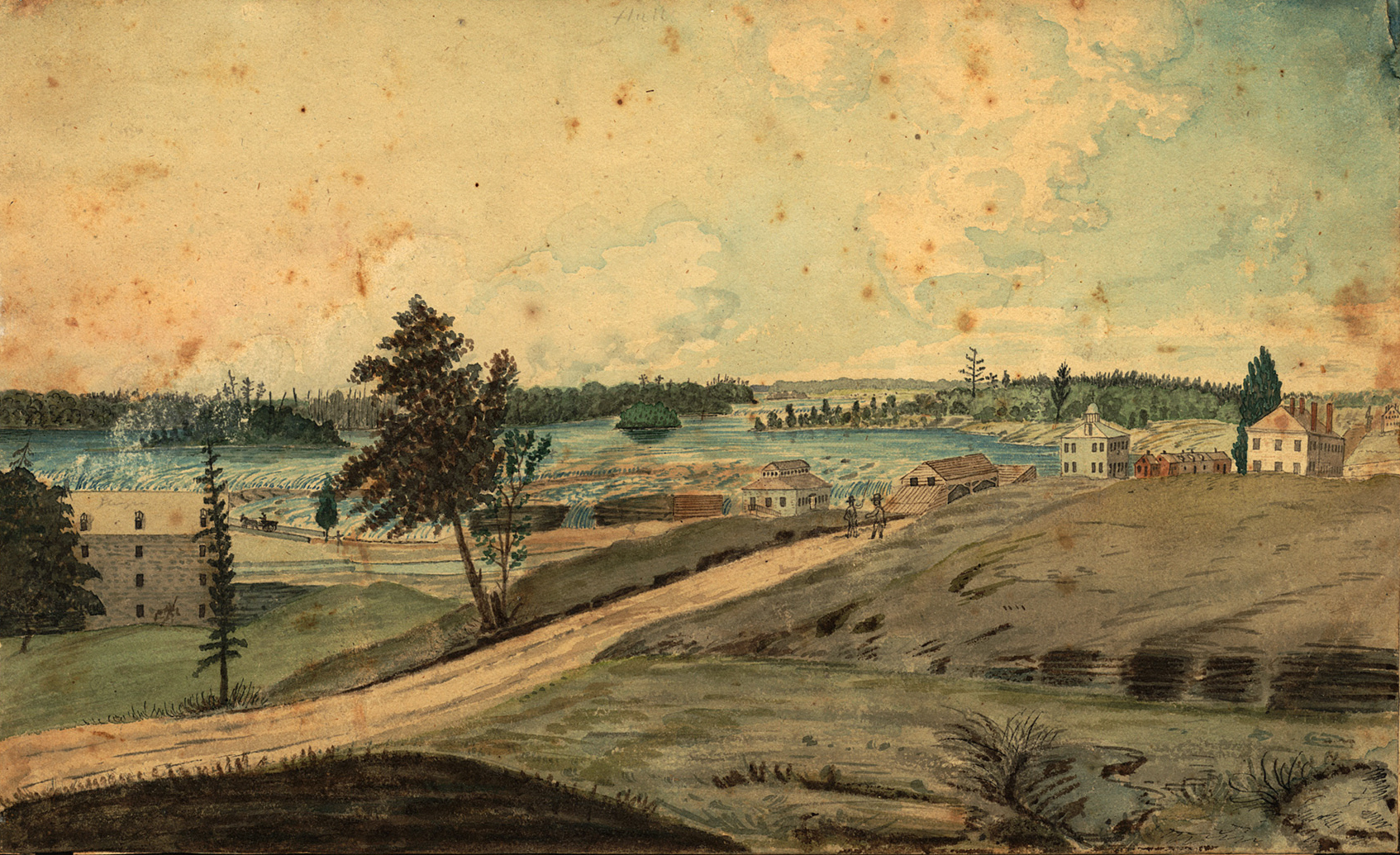
Hull, (Lower Canada), on the Ottawa River; at the Chaudiere Falls, 1830 by Thomas Burrowes
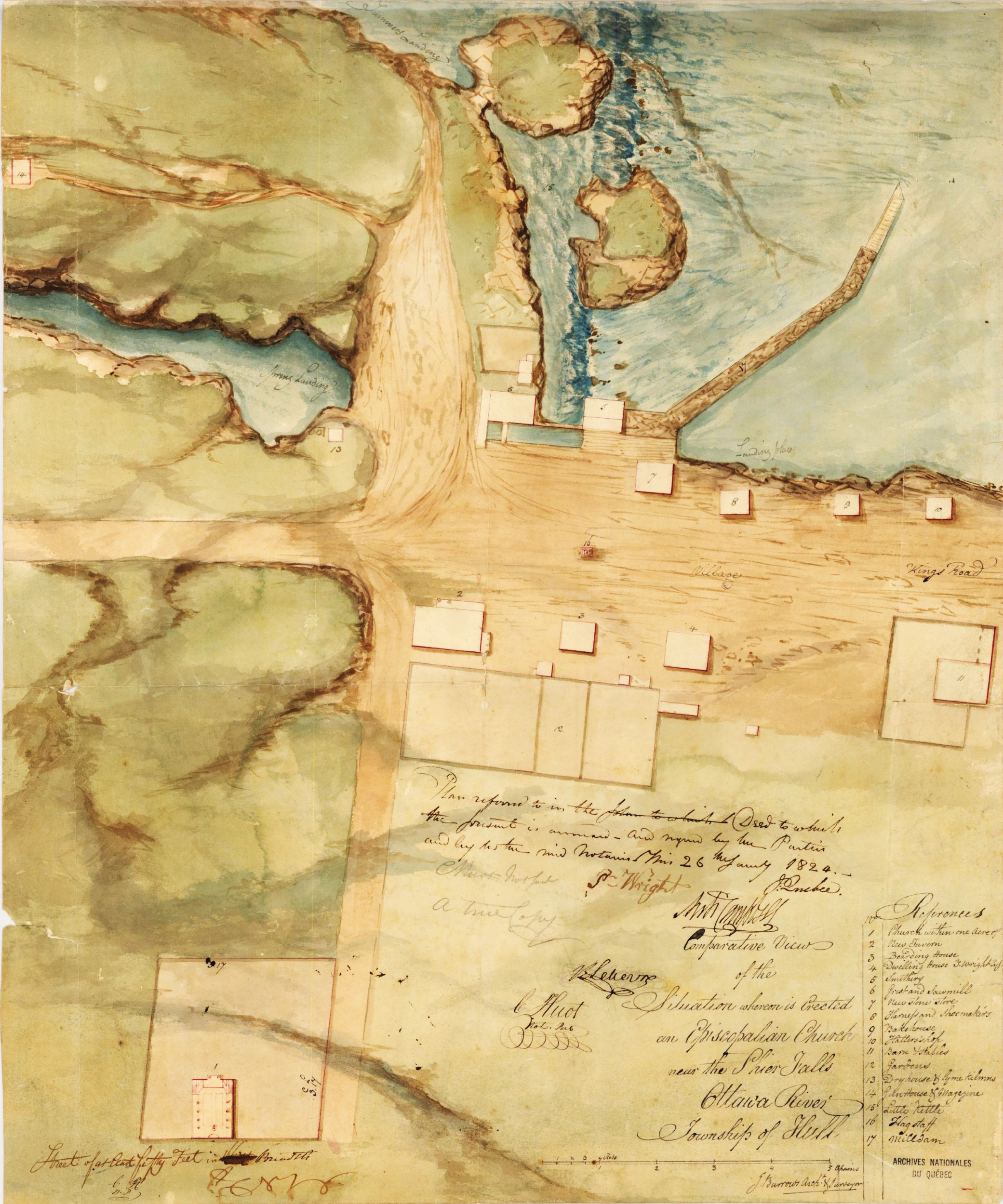
A map of Wright's Town by John Burrows in 1824
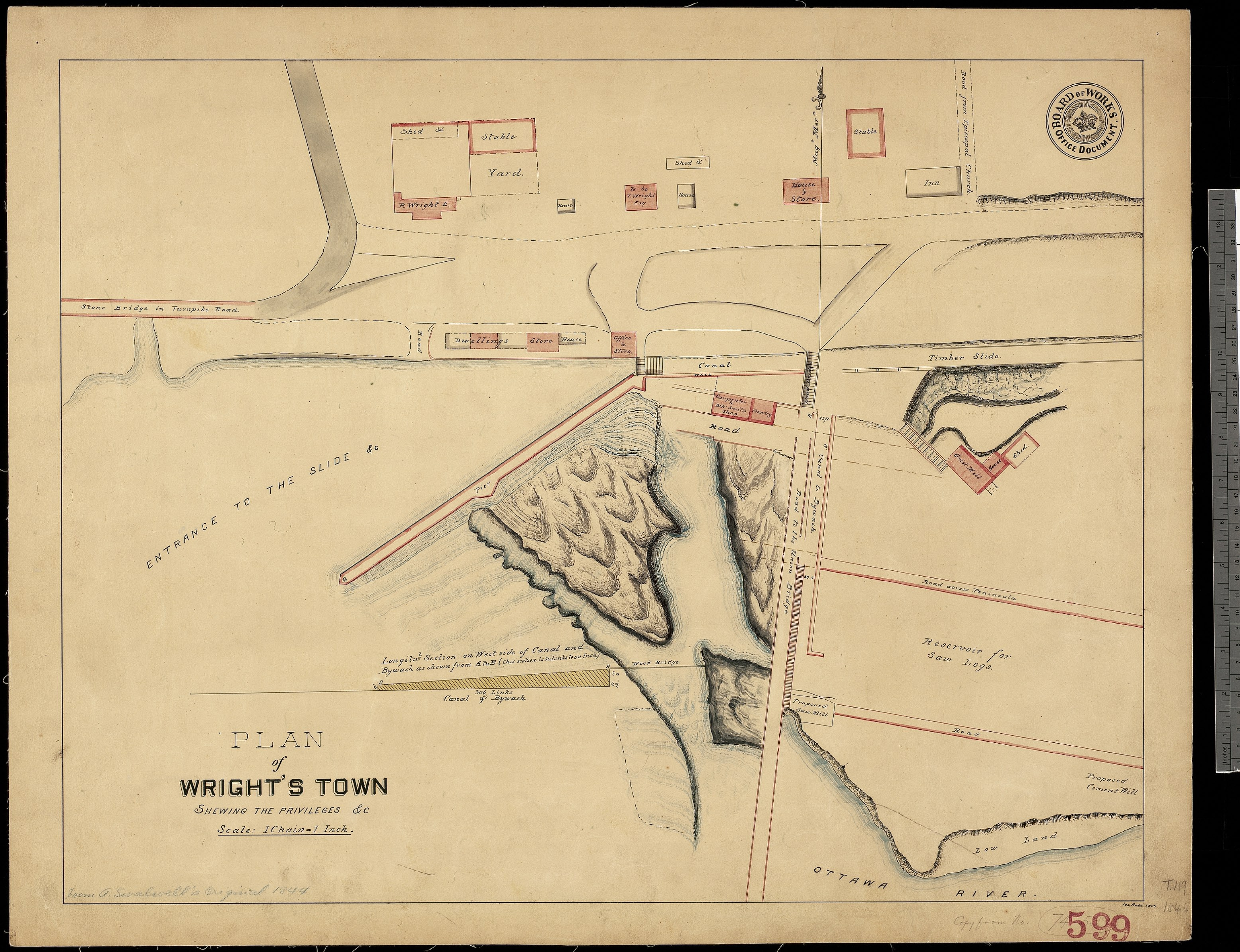
Plan of Wrightstown